# 日本プレミックス協会
日本プレミックス協会（にほんプレミックスきょうかい、英文名称：Japan Prepared-mix Association、略称：JPA）は、プレミックス（調整粉）メーカーの業界団体。ここでのプレミックスとは、ホットケーキミックスや唐揚げ粉など小麦粉調整品を指す。キャンペーン展開や推奨図書により、プレミックス製品の普及・広報活動などを行う。

## 協会概要
本部所在地
〒103-0026：東京都中央区日本橋兜町15-6 製粉会館6階
会長
平久江卓

## 沿革
- 1958年（昭和33年）10月31日 - ホットケーキミックスが普及し始めたことにあわせ、関連企業6社による任意団体「日本ホットケーキミックス協会」設立。
- 1969年（昭和44年）6月1日 - 天ぷら粉やお好み焼きの素など無糖製品が広まってきた実情により、「日本プレミックス協会」に名称変更。

## 会員
- 奥本製粉
- MCフードスペシャリティーズ
- 熊本製粉
- サンミックス
- 昭和産業
- 千葉製粉
- 東京製粉
- 鳥越製粉
- 日清製粉プレミックス
- 日清フーズ
- 日東富士製粉
- ニップン
- 前田産業
- 森永製菓
- 理研農産化工
- 三菱商事ライフサイエンス